# Église Saint-Barthélémy de Saint-Geneys-près-Saint-Paulien
L'église Saint-Barthélémy est un édifice situé à Saint-Geneys-près-Saint-Paulien, en France.

## Localisation
L'église est située sur le territoire de la commune de Saint-Geneys-près-Saint-Paulien, dans le département  de la Haute-Loire, en région Auvergne-Rhône-Alpes.

## Description
L'église à plan en forme de croix latine à chevet plat, dont la nef romane comporte deux travées à berceau en doubleau. Le chœur a été revoûté au XVIe siècle. La première travée de la nef est surmontée par un clocher du XIXe siècle. La deuxième travée de la nef comporte, au nord, l'adjonction d'une chapelle du XVIIe siècle et, au sud, une chapelle du XIXe siècle. Le clocher-mur de 1662 a été transformé en clocher carré. La porte est du style de reconstruction du XVIe siècle. La nef présente un berceau sur doubleau. Seul subsiste le décor Renaissance du chœur. Un ossuaire a été mis à jour sous la chapelle nord, attestant de l'ancienneté du lieu occupé antérieurement au XIIe siècle.

## Historique
L'église est inscrite au titre des monuments historiques par arrêté du 8 février 1986.

## Galerie

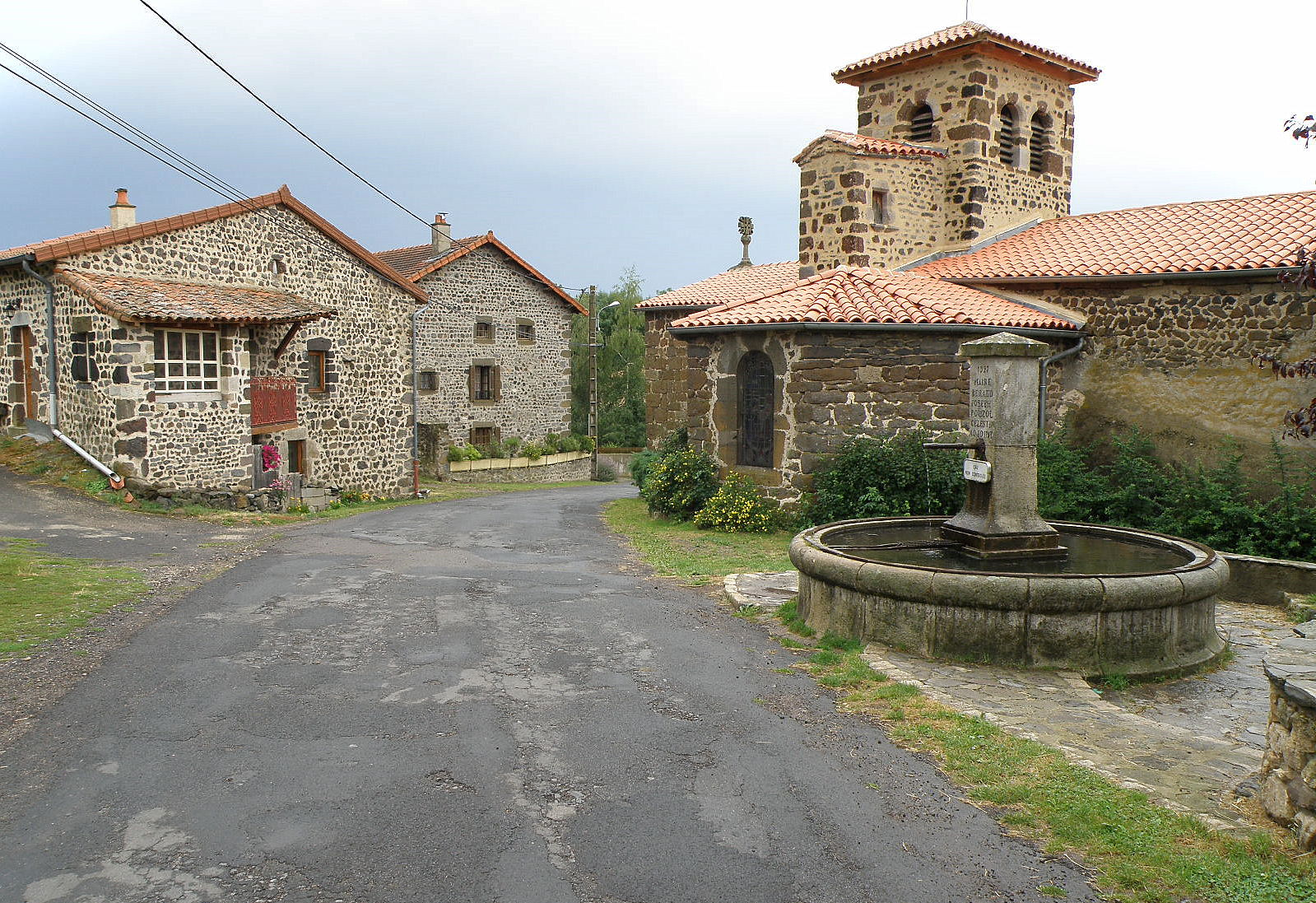
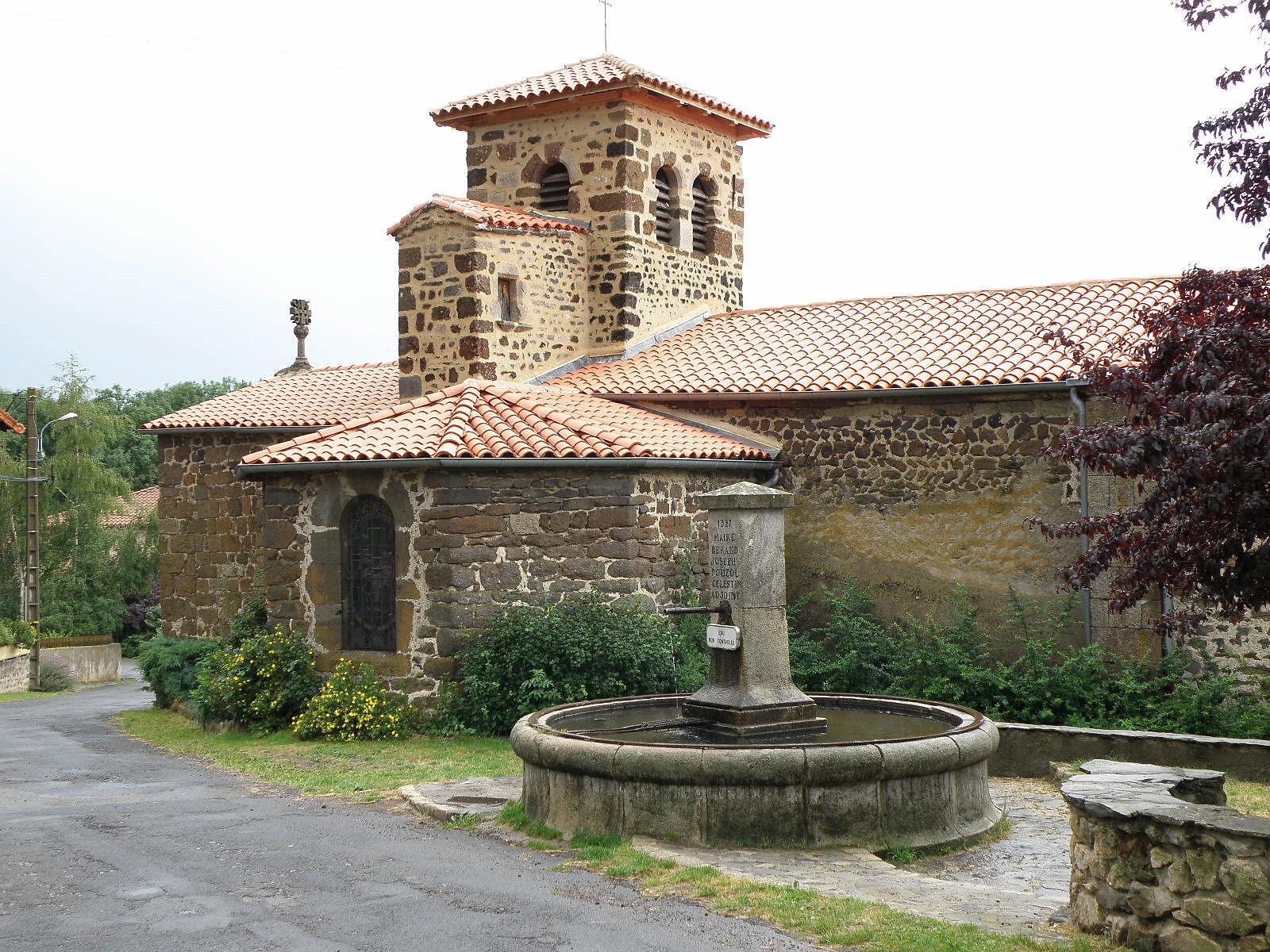
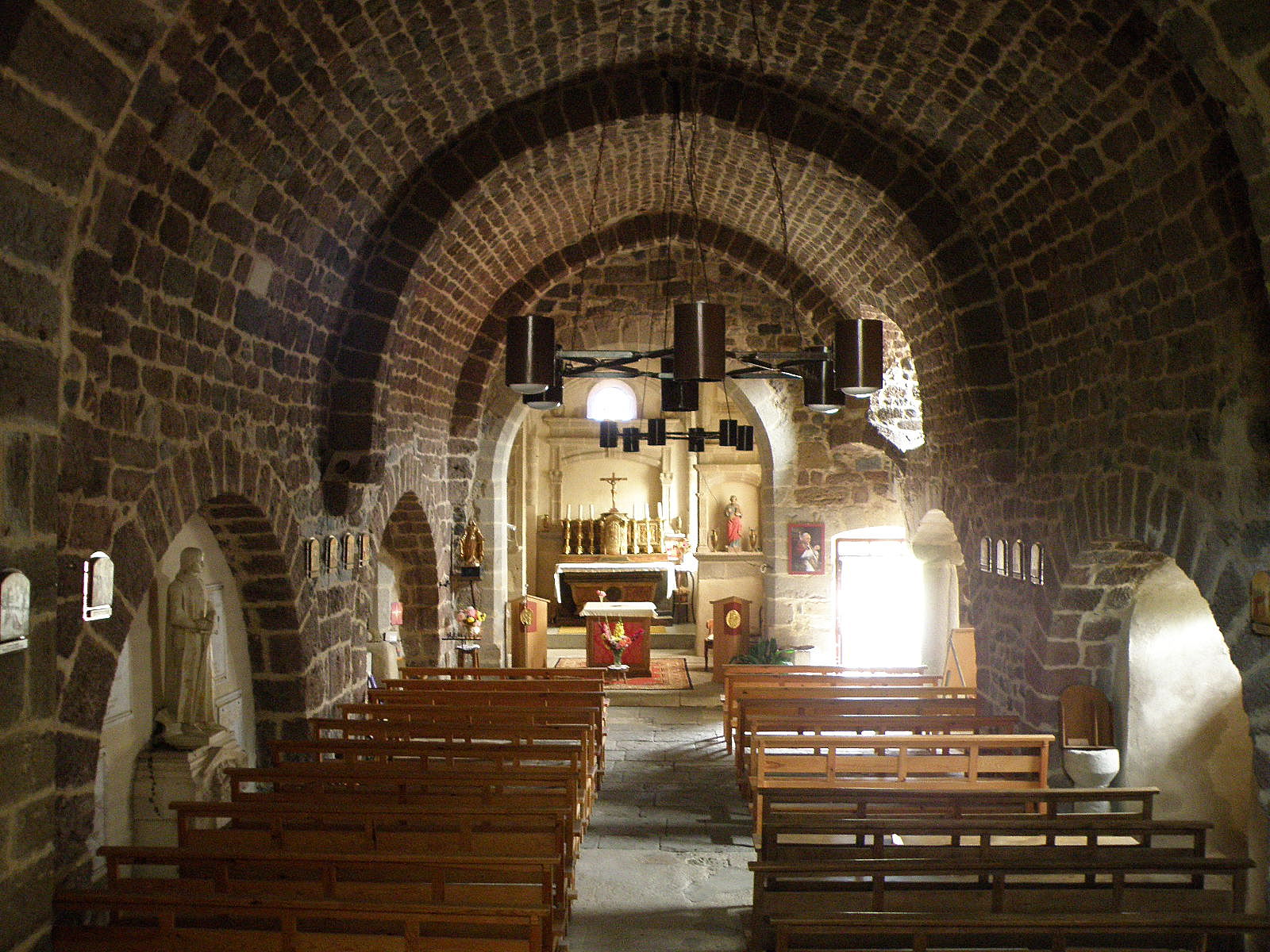
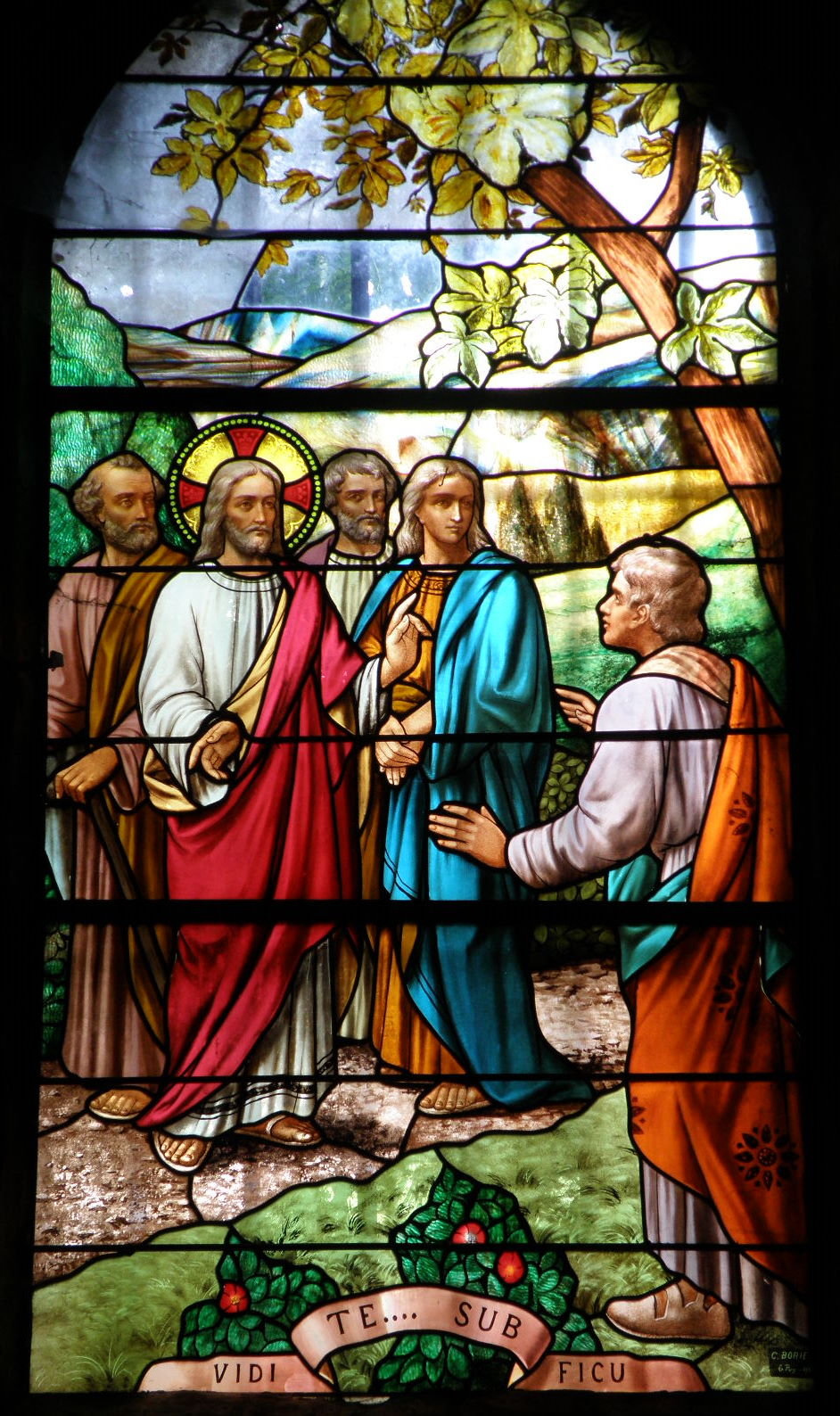